# Please Please Me (песня)
«Please Please Me» (с англ. — «Пожалуйста, порадуй меня») — песня группы The Beatles, ставшая заглавной для второго сингла группы, а также давшая название первому студийному альбому группы (в котором тоже звучит). Песня написана Джоном Ленноном (приписана Леннону и Маккартни), однако её окончательная форма была создана под значительным влиянием Джорджа Мартина. Одноимённый сингл стал также первой записью The Beatles, выпущенной в США (сингл «My Bonnie» / «The Saints» с участием Тони Шеридана и The Beatles был выпущен, когда группа ещё носила название The Beat Brothers, поэтому его включение в общую дискографию группы является спорным).
22 февраля 1963 года песня достигла первой позиции в британских чартах журналов New Musical Express (наиболее авторитетный чарт в то время) и Melody Maker. В чарте Record Retailer (который со временем трансформировался в UK Singles Chart) песня достигла второй позиции. В США второй релиз сингла (выпущенный в январе 1964 года с песней «From Me to You» на стороне «Б») достиг третьей строчки в чарте Billboard Hot 100.

## История песни
Песня была написана Джоном Ленноном, который изначально задумывал её как медленную, блюзовую композицию. По словам Леннона, «в тот день, когда я написал её, я слушал, как Рой Орбисон исполняет „Only the Lonely“ или что-то подобное. Я также был заинтригован словами одной из песен Бинга Кросби: „Please lend a little ear to my pleas“. Двойное использование слова „please“. В общем, песня была комбинацией из Роя Орбисона и Бинга Кросби».
В тексте песни некоторым критикам видится сексуальный подтекст. В своём аналитическом обзоре «История музыки Beatles» Дэйв Рибашевски упоминает предположение Тима Райли, что это «первая в поп-культуре песня об оральном сексе», однако Рибашевски находит маловероятным, что The Beatles могли обратиться к этой теме на столь ранней стадии своего творчества, замечая, что сами музыканты отрицали данный контекст.
Исходная версия песни была вокально бедной, не содержала подголосков и не имела нарастающего гармонического вступления. Джордж Мартин впервые услышал эту песню на сессии, посвящённой записи «Love Me Do» 11 сентября 1962 года; по его мнению, она «крайне нуждалась в оживлении», в связи с чем он предложил участникам группы внести в неё несколько значительных изменений, включая ускорение темпа.
К 26 ноября, когда состоялась запись песни (в студии «Эбби Роуд»), она была так радикально переработана, что Джордж Мартин немедленно заявил, что она станет первым значительным хитом группы. В общей сложности в студии было записано 18 дублей. Как и другие оригинальные песни в первом альбоме группы, авторство этой композиции было обозначено как «McCartney/Lennon» (лишь со следующего альбома последовательность была изменена на «Lennon/McCartney»).
В записи участвовали:
- Джон Леннон — вокал, ритм-гитара, губная гармоника
- Пол Маккартни — вокал, бас-гитара
- Джордж Харрисон — бэк-вокал, соло-гитара
- Ринго Старр — ударные

Песня была выбрана для исполнения на первом телевизионном выступлении The Beatles на национальном британском телевидении 19 января 1963 года.

## Издания песни
В Великобритании песня была издана в виде сингла (11 января 1963) и вошла в одноимённый альбом группы (выпущен 22 марта 1963). В сентябре 1963 года песня была включена также в мини-альбом группы The Beatles’ Hits.
В США лейбл Capitol Records (подразделение EMI) отказался выпускать песню в виде сингла; точно так же поступил и другой крупный лейбл Atlantic. В конце концов первый американский сингл группы (с песней «Ask Me Why» на стороне «Б») был издан относительно некрупным лейблом Vee-Jay Records. Точная дата выхода этого сингла доподлинно неизвестна (наиболее часто упоминаются даты 25 февраля или «около 20 февраля» 1963; приводится также дата 7 февраля 1963 года). Название группы на обложке этого издания приводится с ошибкой («THE BEATTLES» с двумя «T»), что было исправлено лишь спустя некоторое время. Было продано лишь чуть более семи тысяч экземпляров этого издания.
В январе 1964 года Vee-Jay переиздал сингл, на этот раз — с песней «From Me to You» на стороне «Б» (эта песня в исполнении Дела Шеннона в то время стала довольно известной в США). В этот раз сингл стал хитом, достигнув третьей строчки хит-парада Billboard Hot 100 (уступив лишь другим синглам The Beatles — «I Want to Hold Your Hand» и «She Loves You»). Было продано не менее 1,1 миллиона копий этого издания.
Песня также вошла в американский альбом группы The Early Beatles.

## Признание
В 2004 году Музыкальный журнал Rolling Stone поставил песню «Please Please Me» на 184-ю позицию в своём списке пятисот величайших песен всех времён. В апреле 2011 года песня потеряла две позиции и переместилась на 186 место.